# 카스텔포르테
카스텔포르테(이탈리아어: Castelforte)는 이탈리아 라치오주 라티나도에 위치한 코무네다.